# 趙卬
赵卬（？—前60年），西汉陇西郡上邽县（今甘肃省天水市西南）人，赵充国之子。
汉宣帝时，赵卬为右曹中郎将。神爵元年（前61年），西羌犹非等人反汉，汉宣帝命他父亲赵充国率兵击西羌，赵卬奉命率期门、羽林孤儿与胡越骑兵为后卫支援。到达令居後，攻打羌人，斩杀迫降两千余人。破羌将军辛武贤在军中时，与中郎将赵卬饮宴谈话，赵卬说：“车骑将军张安世开始让皇帝很不高兴，陛下想要杀了他，我父帅以为张安世本持橐簪笔，事奉孝武帝数十年，被称为忠谨，应该保全他。张安世于是得以免祸。”赵充国回朝谈论军事，辛武贤罢归原职，深恨赵充国，上书告发泄露宫中秘事。于是赵卬被问罪下狱，他在狱中自杀。